# 沉湖镇
沉湖镇，是中华人民共和国湖北省孝感市汉川市下辖的一个乡镇级行政单位。

## 行政区划
沉湖镇下辖以下地区：
万福社区、福星社区、杜公村、赵湾村、柳柯村、魏夹村、石剅村、百二沼村、涂邱村、肖市村、灯塔村、刘洲村、红丰村、剅咀村、蒋龚村、李花村、陈元村、老塔村、福星村、先锋村、新洲村和花园村。